# Ninigi
Ninigi no mikoto (jap. ニニギ (Kojiki: 邇邇芸尊; Nihonshoki: 瓊瓊杵尊)) oder Ama-tsu-hiko-hiko-ho-no-ninigi no mikoto (天津彦彦火瓊瓊杵尊) ist ein Kami in der Mythologie des Shintō. Er ist der Sohn von Amenooshihomimi und Yorozuhatahime sowie Enkel der Kami Amaterasu, die ihn auf die Erde schickte, um dort Reis zu pflanzen und die Erde zu regieren.
Ninigi und sein Gefolge stiegen auf die Erde und siedelten sich bei Himuka auf dem Berg Takachiho-no-mine (高千穂峰) in der späteren Provinz Hyūga, südlich von Kyushu an, wo Ninigi seinen Palast baute.
Er ist der Legende nach der Urgroßvater des Kaisers Jimmu und damit Ahne aller Kaiser Japans.
Amaterasu gab ihm der Legende nach drei Geschenke, heute die Japanischen Throninsignien (Sanshu no Jingi), mit:
- die Halskette Yasakani no Magatama (im Kaiserpalast),
- den Spiegel Yata no kagami (im Ise-Schrein) und
- das Schwert Kusanagi (im Atsuta-Schrein in Nagoya).

Die zwei ersten Artefakte dienten dazu, Amaterasu aus der Höhle zu locken, in der sie sich versteckt hatte. Das Schwert wurde von ihrem Bruder Susanoo in einem der Schwänze des Orochi, eines Drachen mit acht Köpfen und acht Schwänzen, gefunden.